# いい☆ふる
『いい☆ふる』は、青森テレビで原則毎月第4日曜日12:54 - 13:24に放送されている地域密着型のバラエティ番組。
青森県内の子供たちや地域の人々の活動を応援し、ふるさとの魅力を紹介することを目的としている。正式な番組名は『いいふるさと、いい話見つけた。』。

## 概要
青森県内でスポーツ、文化、郷土芸能などに取り組む子供たちを紹介し、彼らの夢や努力を応援する。また、地域の名所やグルメ、ユニークな取り組みなどふるさとのいい話を明るく楽しく伝える。
例として、五所川原市で立佞武多の制作者を目指す中学生の活動を取り上げたり、吉幾三コレクションミュージアムや地元寿司店の名物どんぶりなどを紹介する回もある。

## 出演者
- ジョナゴールド（元りんご娘）
- ライスボール（太陽・実土里・水愛）
- 黒石八郎

## 特徴
- 地元アイドル「りんご娘」のメンバーが出演し、親しみやすい雰囲気で番組を進行。
- 地域の人々との交流を通じて、青森の魅力を再発見するという構成。
- 子供たちの夢や挑戦を応援する姿勢が、視聴者の共感を呼んでいる。

## スタッフ
- ナレーション：MIKU、河村庸一（青森テレビアナウンサー）
- テーマ曲：ライスボール
- 協力：山口孝夫
- CAM：中村尚藍
- AUD：山田一成
- CG：坂爪文生
- AD：古川明杜
- ディレクター：泉久美子
- 制作著作：青森テレビ